# Großer Weg
Der Große Weg ist mit dem Bremer Weg einer der zwei zentralen Wanderpfade in der südlichen Hälfte des Großen Tiergartens in Berlin. Er beginnt am Tiergarteneingang nahe dem Bahnhof Berlin-Tiergarten und führt quer durch die Parkanlage bis zur Luiseninsel. 
Der Große Weg kreuzt zahlreiche Alleen im Park, wie die Fasanerieallee, die Große Sternallee und den Ahornsteig.